# Rituelen (boek)
Rituelen (1980) is een boek van Cees Nooteboom, dat in 1981 werd bekroond met de F. Bordewijk-prijs. Het is te beschouwen als een filosofische, existentialistische roman.
De oorspronkelijke uitgave is van De Arbeiderspers. Het boek is vertaald in het Chinees, Deens, Duits, Engels, Estisch, Frans, Hebreeuws, Hongaars, Pools, Spaans, Tsjechisch, Turks, Italiaans en Zweeds.

## Indeling en voorpublicaties
De roman bestaat uit drie hoofdonderdelen, waarvan de eerste twee eerder werden gepubliceerd.  
- Intermezzo, spelend in 1963, beslaat 20 pagina's zonder onderverdeling en werd in 1977 gepubliceerd in het maandblad Zero.
- Arnold Taads, spelend in 1953, beslaat 77 pagina's, onderverdeeld in 16 hoofdstukken, en werd in november 1980 gepubliceerd in het maandblad Avenue.
- Philip Taads, spelend in 1973 met uitloop tot 1978, beslaat 81 pagina's, onderverdeeld in 13 hoofdstukken.

## Korte inhoud
Het boek beschrijft drie perioden uit het leven van het hoofdpersonage Inni Wintrop, handelaar, vrouwenliefhebber.
- 1963. Relatie waarin het huwelijk met Zita kapotgaat, het jaar dat Inni een zelfmoordpoging doet.
- 1953. Arnold Taads: Inni is 20 jaar en komt via zijn tante in contact met Arnold Taads. Arnold is een man die de absolute eenzaamheid zoekt en een door hemzelf voorspelde dood sterft in de Alpen.
- 1973/1978. Philip Taads: Inni is 40 jaar en komt bij toeval in contact met de zoon van Arnold Taads. Deze blijkt geen enkel contact te hebben gehad met zijn vader. Hij is een aanhanger van de Japanse filosofie van Zen. Vijf jaar later na het verwerven van een dure theekom en het uitvoeren van een theeceremonie pleegt hij zelfmoord.

De titel van het boek verwijst naar de betekenis van rituelen, de overeenkomsten tussen de rituelen van de rooms-katholieke heilige mis en de Japanse theeceremonie.

## Motto
Het motto luidt:

Personne n'est, au fond, plus tolérant que moi. Je vois des raisons pour soutenir toutes les opinions; ce n'est pas que les miennes ne soient fort tranchées, mais je conçois comment un homme qui a vécu dans des circonstances contraires aux miennes a aussi des idées contraires.
— Stendhal, uit Brouillon d'article (1832)

Vertaald in het Nederlands:
Niemand is eigenlijk verdraagzamer dan ik. Ik zie redenen om alle meningen te steunen; het is niet dat de mijne niet sterk geprofileerd zijn, maar ik begrijp hoe een mens die heeft geleefd in tegengestelde omstandigheden ook tegengestelde ideeën heeft.

## Interpretaties
Het is een polyinterpretabel boek:
- Rituelen zijn een poging om het leven vorm en zin te geven. In het boek worden mensen beschreven (met name Arnold en Philip Taads) die hun leven in extremo vorm geven. Inni kan juist geen vaste vorm geven aan zijn leven, en wil dat ook niet. Inni is echter wel bang voor de daardoor ontstane chaos.
- Rituelen hebben iets verstarrends en kunnen daardoor dodelijk zijn. Inni zoekt zijn heil in zijn 'kerk' de vrouwendienst, de erotiek die meer bij het leven staat.
- Het aspect van de tijd. Inni leeft volledig in het hier en nu. Verleden en toekomst kent hij niet.
- Vaders ontbreken als regulerende factor in het leven van de hoofdpersonen.
- Geen van de hoofdpersonen neemt/heeft een verantwoordelijkheid als zingevend, ordenend principe in zijn leven.
- Personages zijn voortdurend op speurtocht naar de eenheid van het bestaan.
- Een belangrijk motief is de keus tussen specialisatie en verdieping enerzijds versus generalisatie en oppervlakkigheid anderzijds.
- Existentialisme: de mens is in het bestaan geworpen; de mens is slachtoffer in een absurde en zinloze wereld; de mens schept zelf zijn normen en waarden, is vrij; angst, eenzaamheid, chaos, op zichzelf teruggeworpen zijn.

## Verfilming
Het boek is in 1988 verfilmd door Herbert Curiel met Derek de Lint in de hoofdrol.

## Prijzen
- Mobil Pegasus Literatuur Prijs in 1982. Naast een geldsom omvatte de prijs de uitgave van een vertaling in het Engels. In 1983 verscheen Rituals in de vertaling van Adrienne Dixon bij de Louisiana State University Press..
- F. Bordewijk-prijs in 1981.

## Literaire kritiek
- De kritieken waren over het algemeen positief. De stijl werd lichtvoetig, ironisch en afstandelijk genoemd. Men prees de knappe en complexe structuur van het boek.
- Reinjan Mulder in NRC Handelsblad leverde een negatieve kritiek en dat wordt hem nog steeds nagedragen, ook door Cees Nooteboom zelf.

## Secundaire literatuur
- Henk Harbers in: Lexicon van literaire werken, mei 1990[1].
- Jaap Goedegebuure: Over Rituelen van Cees Nooteboom, Synthese-reeks, De Arbeiderspers, Amsterdam, 1983.